# 奥尔塔德桑特霍安
奥尔塔德桑特霍安，是西班牙加泰罗尼亚塔拉戈纳省的一个市镇。总面积119平方公里，总人口1217人（2001年），人口密度10人/平方公里。